# Суринам на Чемпіонаті світу з легкої атлетики 2017
Суринам на Чемпіонаті світу з легкої атлетики 2017, що проходив з 4 по 13 серпня 2017 року в Лондоні (Велика Британія) був представлений 1 спортсменом.

## Результати

### Чоловіки
Технічні дисципліни
| Спортсмен        | Дисципліна        | Кваліфікація | Кваліфікація | Фінал           | Фінал           |
| Спортсмен        | Дисципліна        | Результат    | Місце        | Результат       | Місце           |
| ---------------- | ----------------- | ------------ | ------------ | --------------- | --------------- |
| Мігель ван Ассен | Потрійний стрибок | 16.38        | 23           | Завершив виступ | Завершив виступ |